# Stir Fry
Stir Fry è un singolo del trio di rapper statunitense Migos, pubblicato il 20 dicembre 2017 e proveniente dall'album Culture II.

## Composizione
Il beat è stato prodotto da Pharrell Williams, prendendo come campione un brano del rapper T.I. del 2008. La canzone è stata riprodotta durante l'NBA All-Star Weekend 2018.

## Video musicale
Il video musicale è stato diretto da Sing J. Lee e da Quavo. È stato pubblicato su YouTube il 28 gennaio 2018 e vede i membri dei Migos giocare d'azzardo in un ristorante cinese insieme a Pharrell Williams. Alla fine del video consuma un combattimento con una gang. Il video, ad agosto 2020, conta 77 milioni di visualizzazioni.

## Tracce
Testi e musiche di Quavious Marshall, Kirsnick Ball, Kiari Cephus, Pharrell Williams.
1. Stir Fry – 3:09

## Formazione

### Musicisti
- Offset – voce
- Quavo – voce
- Takeoff – voce

### Produzione
- Pharrell Williams – produzione
- Colin Leonard – mastering
- DJ Durel – registrazione, ingegneria del suono
- Mike Larson – registrazione, ingegneria del suono
- Thomas Cullison –ingegneria del suono
- Thomas "Tillie" Mann – missaggio
- Leslie Braithwaite – missaggio

## Successo commerciale
La canzone è entrata nelle classifiche di diversi paesi. Negli Stati Uniti ha raggiunto la posizione numero 8 nella Billboard Hot 100 e nella classifica di fine anno si è posizionata 48ª e negli Stati Uniti e 75ª in Canada.